# بی‌قرار (مجموعه تلویزیونی)
بی‌قرار یک مجموعهٔ تلویزیونی به کارگردانی فلورا سام و تهیه‌کنندگی مجید اوجی است. سری اول این سریال سال ۱۳۹۲ به روی آنتن شبکه یک سیما رفت و فیلمبرداری سری دوم آن در سال ۱۳۹۳ انجام شد و نهایتاً پس از چهار سال از ۵ آذر ۱۳۹۷ در ۲۸ قسمت به روی آنتن شبکه دو سیما رفت.

## خلاصه داستان
سریال بی‌قرار داستان زندگی زنی به نام رعنا است که پس از پنج سال از زندان آزاد می‌شود و می‌بیند تمام زندگی خود را از دست داده‌است. رعنا می‌خواهد زندگی‌اش را از نو بسازد. دنبال کودک خود که هنگام دستگیری یک‌ماهه بوده، می‌رود. او در نتیجهٔ جست‌وجوهای فراوانش سرانجام به مشهد می‌رسد و دنبال نشانه‌ای از کودکی که اینک پنج‌ساله شده، می‌گردد؛ جست‌وجویی که اتفاقات جدیدی را برایش رقم می‌زند.

## موسیقی مجموعه
موسیقی متن و تیتراژ پایانی سریال بی‌قرار ساختهٔ امید کرامتی عالی و آهنگ تیتراژ ابتدایی سریال با ترانهٔ ساناز حبیبی، تنظیم علی لهراسبی و با خوانندگی نیما علامه است.

### بازیگران
- لاله اسکندری در نقش رعنا
- پژمان بازغی در نقش بهروز اعظمی، جاسوس شاهین برای رعنا
- کامران تفتی در نقش رامین، همسر رعنا
- محمدرضا شریفی‌نیا در نقش احمد، پدر رعنا
- آتیلا پسیانی در نقش شاهین، برادر رامین و دشمن رعنا
- محمد صادقی در نقش دکتر فروهر، پدرخواندهٔ هانیه
- شقایق فراهانی در نقش مینا
- سارا خوئینی‌ها در نقش سهیلا، مادرخواندهٔ هانیه
- امیرحسین صدیق در نقش علی، دوست بچگی رعنا و همسر افسانه
- علی قربانزاده در نقش علی (فصل اول)
- کمند امیرسلیمانی در نقش افسانه
- مریم امیرجلالی در نقش عصمت، نظافتچی مسافرخانه و صاحبخانهٔ رعنا
- داریوش کاردان در نقش پلیس
- آتش تقی‌پور در نقش پدر شاهین و رامین
- زهرا سعیدی در نقش منیر، مادر سهیلا
- سولماز آقمقانی در نقش خواهر سهیلا
- اسماعیل خلج در نقش پدر دکتر فروهر
- مریم بوبانی در نقش شوکت، مادر علی و همسایهٔ احمدآقا
- رضا اخلاقی‍راد
- فاطمه دقاقی در نقش هانیه، دختر رعنا و دخترخواندهٔ دکتر فروهر و سهیلا